# Pareidae
Pareidae – rodzina węży z nadrodziny Elapoidea.

## Zasięg występowania
Rodzina obejmuje gatunki występujące w południowej i południowo-wschodniej Azji. 

## Podział systematyczny
Takson wyodrębniony z rodziny połozowatych (Colubridae), z którą nie jest blisko spokrewniony. Do rodziny należą następujące rodzaje:
- Aplopeltura – jedynym przedstawicielem jest Aplopeltura boa
- Asthenodipsas
- Pareas
- Xylophis